# Lucio Flavio Honorato Luciliano
Lucio Flavio Honorato Luciliano (Lucius Flavius Honoratus Lucilianus) fue un político y senador del Imperio Romano en el siglo III .
En 236 - 238 fue gobernador de la provincia de Moesia Inferior.